# Pia Pera
Pía Pera (Lucca, 12 de marzo de 1956 - 26 de julio de 2016) fue una escritora y traductora italiana, hija de Giuseppe Pera.

## Obras
- 1992, I vecchi credenti e l'anticristo (Marietti Editore)
- 1992, La bellezza dell'asino (Marsilio)
- 1995, Diario di Lo (Marsilio)
- 2000, L'arcipelago di Longo Maï. Un esperimento di vita comunitaria, (Baldini e Castoldi)
- 2003, L'orto di un perdigiorno Confessioni di un apprendista ortolano (Ponte alle Grazie; TEA)
- 2015, Il giardino che vorrei (Electa, 2006; Ponte alle Grazie)
- 2007, Contro il giardino dalla parte delle piante (Ponte alle Grazie)
- 2010, Giardino & ortoterapia (Salani)
- 2011, Le vie dell'orto (Terre di mezzo).
- 2011, Al giardino ancora non l'ho detto (Ponte alle Grazie), premio Rapallo.
- 2016, Le virtù dell'orto (Ponte alle Grazie, póstumo), segunda edición corregida y ampliada de Giardino & ortoterapia (Salani).